# Bassin du Trèfle
Le bassin du Trèfle est un bassin des jardins de Versailles, au nord du Grand et du Petit Trianon.